# Kolektivizace v Sovětském svazu

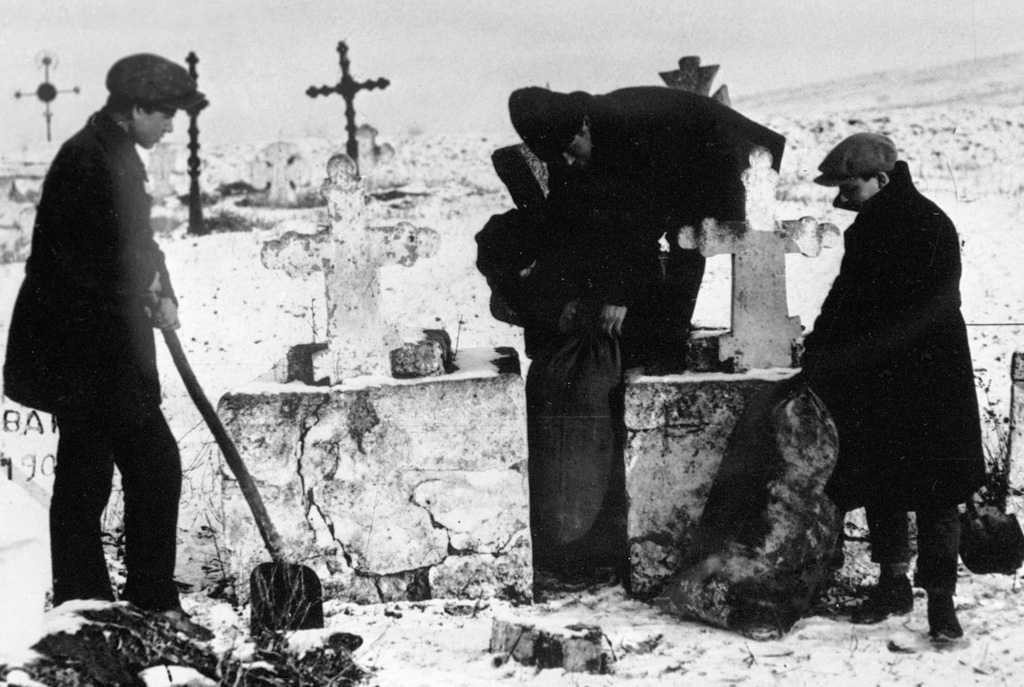
Členové Komsomolu rekvírují úrodu ukrajinskému rolníkovi, který ji před nimi skrýval na hřbitově

Kolektivizace v Sovětském svazu probíhala jako proces spojování drobných zemědělských farem do kolektivních družstev kolchozů nebo státních sovchozů. Rozhodnutí o kolektivizaci bylo vydáno na XV. sjezdu VKS (b) v roce 1927. Na většině území země probíhala v letech 1928 až 1937; nejintenzivněji v letech 1930 až 1933. V západních oblastech Ukrajiny, Běloruska a Moldavska, Estonsku, Lotyšsku a Litvě kolektivizace proběhla po jejich začlenění do SSSR v poválečném období v letech 1949–1950.
Oficiálním cílem bylo vytvoření socialistických výrobních vztahů na sovětském venkově, přeměna jednotlivých zemědělských výrobců malého rozsahu na velké produktivní podniky, což mělo doprovázet Stalinem zaváděnou politiku masivní industrializace země. Součástí kolektivizace byl masivní odliv finančních, materiálních a pracovních zdrojů ze zemědělského sektoru do průmyslu. Byla proto efektivním revolučním základem pro další rychlý růst průmyslu, zejména tím, že umožnila rychleji překonat jeho zaostalost. Jednalo se však o velmi kontroverzní krok, který způsobil velké materiální, lidské i morální škody. Kolektivizace byla na mnoha místech prosazována brutálním až nelidským způsobem, její odpůrci byli označení za tzv. kulaky a byli postaveni mimo zákon, deportováni nebo popraveni. V mnoha oblastech vedlo násilné odnímání zásob obilí k hladomoru, který si vyžádal velké množství obětí (odhady hovoří až 6 milionech). Rozvrat, který kolektivizace způsobila, na venkově těžce zasáhl tradiční komunity a hospodaření, které v konečném důsledku přestalo být efektivní. V poválečném období se ze SSSR, tradičního exportéra zemědělských produktů stal jejich importér.

## Předehra
Na konci první světové války bylo rozpadající se carské Rusko převážně zemědělskou zemí, kde 85 % obyvatelstva žilo na venkově a živilo se zemědělstvím. V tradiční ruské vesnici na přelomu 19. a 20. století žili lidé ve společné obščině, která vlastnila veškerou půdu. Rada starších občiny rozhodovala o periodickém přerozdělení půdy mezi jednotlivé rolníky. O první změny tohoto zastaralého systému se pokusil ruský politik a reformátor Pjotr Stolypin v roce 1906 podporou samostatně hospodařících rolníků. Samostatně hospodařící rolníci tvořili většinu zemědělstvím se živících lidí na Ukrajině a jiných neruských regionech Ruského impéria, které byly zemědělský rozvinutější.
Během revolučních událostí roku 1917 a následné občanské války se bolševikům nepodařilo plně uchytit na venkově, který se držel tradičních hodnot a bolševickou revoluci opírající se o podporu dělníků více méně ignoroval.
Na venkově měla největší slovo jedna z umírněných socialistických stran, tzv. Eseři, které bolševici zlikvidovali. V průběhu občanské války však vázlo zásobování měst a bolševici se proto uchýlili k násilnému rekvírování potravin, čímž si rolníky v mnoha oblastech rychle znepřátelili. V letech 1918 až 1923 vypuklo několik živelných rolnických povstání, hlavně v Simbirsku a samarské gubernii. S několika z nich si bolševická moc nedokázala poradit resp. porazila je pouze za cenu těžkých ztrát na obou stranách. Proto bolševici jako ústupek rolníkům, ještě pod Leninovým vedením, uklidnili vzrůstající nespokojenost obyvatelstva, především na venkově, tím, že v rámci tzv. válečného komunismu povolili omezené soukromé vlastnictví. V roce 1921, kdy se již hospodářství fakticky zhroutilo a v Kronštadtu vypukla vzpoura námořníků, strana vyhlásila Novou ekonomickou politiku, tolerující alespoň maloobchod. Továrny však zůstaly v rukou státu. To bylo podle části bolševického vedení třeba, aby se země postupně stabilizovala v oblasti výroby potravin a také postupně přešla k industrializaci, což mělo trvat nejméně 20 let. Na přelomu 20. a 30. let Stalin období NEPu ukončil.

## Průběh

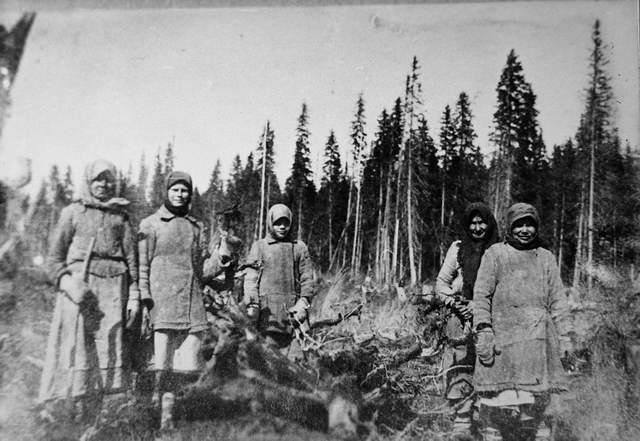
Tisíce rodinných příslušníků, včetně žen, dětí a nezletilých byly pro odpor ke kolektivizaci za odvetu deportováni. Ženy „kulaků“ při práci v lese na severu země

V roce 1928, poté co Stalin začal upevňovat svou moc v bolševické straně na úkor její ostatních vůdců (odstraněním Trockého, Zinovjeva a Kameněva), země vyhlásila svůj první pětiletý plán. Novými cíli byla industrializace a získání kontroly nad výrobou potravin, která byla hlavně v rukou drobných a středních rolníků. Sovětský režim zpočátku vykupoval od rolníků potraviny („kontingenty“) za státem stanovené ceny a dále je prodával do zahraničí, čímž získával podstatnou část financí na nákup drahých zahraničních průmyslových zařízení. Tím, že zemědělci nebyli ochotni prodávat státu své produkty za nízké ceny, ohrožovali další pokračování Stalinových plánů. Těch měla pomoci dosáhnout kolektivizace zemědělství. V původním plánu první pětiletky bylo počítáno, že dobrovolně ke kolektivizaci přikročí 16 až 18 % rolníků. Někteří představitelé strany, např. Bucharin s tím ale od počátku nesouhlasili.
Státní aparát zemědělce nutil aby vstoupili do zemědělských družstev – kolchozů a sovchozů. Mezi rolníky to přirozeně vyvolalo odpor a kolektivizace neprobíhala tak rychle jak se očekávalo. Stalin v dané situaci obvinil rolníky, které sovětská propaganda nazývala „kulaci“, z toho, že jsou venkovskými boháči, kteří se obohacují na úkor pracující třídy. Přičemž tvrdil, že kolektivizaci podporuje většina chudých rolníků, což však nebyla pravda. Dne 30. ledna 1930, v době vrcholící kolektivizace, vydalo Politbyro nařízení „O způsobu likvidace kulackých hospodářství v regionech úplné kolektivizace“, ve kterém se hovořilo o likvidaci kulaků jako třídy. Toto nařízení dělilo kulaky na 3 kategorie, podle závažnosti jejich protistátní činnosti, přičemž jedna z kategorii neměla žádnou definici – ostatní kulaci. V krátkém období let 1929 a 1930 došlo k masovým deportacím asi 380 000 rodin odporujících rolníků, což představovalo asi 1 800 000 osob. Většinou byli převezeni do pustých oblastí Sibiře a Kazachstánu bez infrastruktury. Velké množství dalších bylo násilně vysídleno v rámci svých oblastí a krajů. V průběhu roku 1930 tak s kolektivizací pod tlakem souhlasilo asi 50 % všech zemědělců, což znamenalo, že spolu s těmi, kteří tak učinili dříve, tvořili asi 60 až 65 % všech hospodařících rolníků. Deportace přestaly po roce 1933. 
Dne 2. března 1930 vyšel v sovětských novinách Pravda Stalinův článek Závrať z úspěchu, ve kterém hovořil o potřebě umírněnější kolektivizace, údajně pro její dosavadní provádění s přílišným nadšením, které nebylo na místě. Mnoho členů na následné oslabení tlaku reagovalo tak, že asi 10 % z nich z kolchozů vystoupilo. Odpor rolníků nebyl jen pasivní, došlo i k útokům na sovětské představitele a vykonavatele kolektivizační politiky. Až 800 takových případů muselo být potlačeno zbraněmi. Tlak však opět pokračoval, zejména vysokými daněmi pro ty, kteří dále hospodařili sami a do roku 1939 bylo 90 % sovětských zemědělských výrobců soustředěno v kolchozech nebo sovchozech. Výsledky kolektivizace výrazně ovlivnily neúrody, zejména v roce 1932. Neúroda byla zapříčiněna objektivní nepřízní počasí avšak i celkovou apatií rolníků a neochotou pracovat v kolchozu tak jako předtím na vlastní půdě. Předsedové družstev však byly povinni odevzdat určené dávky úrody, což mělo za následek i nedostatek osiva na následující rok. Stát většinu obilí prodal do zahraničí. Tato situace vedla k hladomoru, který se projevil hlavně Ukrajině (hladomor na Ukrajině), jižním Rusku, v Povolží a na Severním Kavkaze a v Kazachstánu – tradičních zemědělských oblastech země, kde byly dopady kolektivizace a dekulakizace nejtvrdší. Hladem nebo na jeho následky zemřelo podle různých odhadů asi 3 až 10 milionů lidí.
Rolníkům bylo zakázáno opouštět oblasti hladomoru a informování o něm bylo považováno za kontrarevoluční a protistátní činnost. Nedostatek potravin se však prakticky neprojevoval ve městech, kam odcházelo množství lidí z venkova za prací v nových továrnách.

## Důsledky

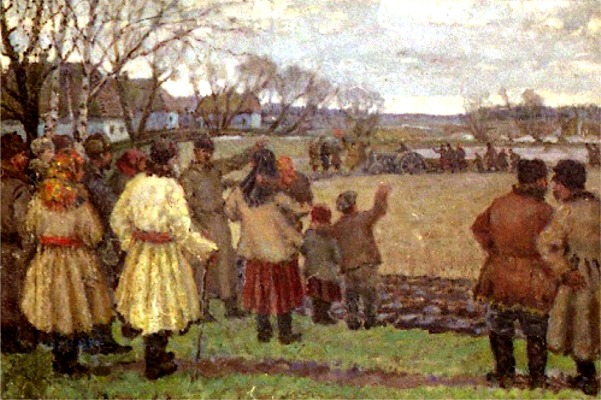
Propagandistický obraz socialistického realismu První traktor ve vesnici

Stalinem nařízená kolektivizace zemědělství umožnila sovětskému systému získat kompletní kontrolu nad obyvatelstvem venkova. Sovětská propaganda oslavovala její výsledky v různých ohledech, zejména tím, že podpořila industrializaci finančně, jakož i převedením velkého množství pracovních sil z venkova do měst. Analýzy však ukazují, že náklady na kolektivizaci v konečném důsledku daleko přesáhly její přínosy. Její dopad na venkově byl katastrofický. Úroveň produkce obilí se podařilo vyrovnat na hodnotu z období před rokem 1928 až v roce 1940. Živočišná výroba se vzpamatovávala ještě déle a stav z roku 1928 dosáhla až v 50. letech 20. století.
Kolektivizaci podle sovětského vzoru aplikovalo i několik zemí, které zůstaly pod sovětským vlivem po druhé světové válce ve Východní Evropě. Mezi nimi i Československo. Prostředky a metody při jejím prosazování byly často velmi tvrdé, k tragédii rozsahem podobné jako tomu bylo v SSSR však nedošlo.